# Enric Sagnier

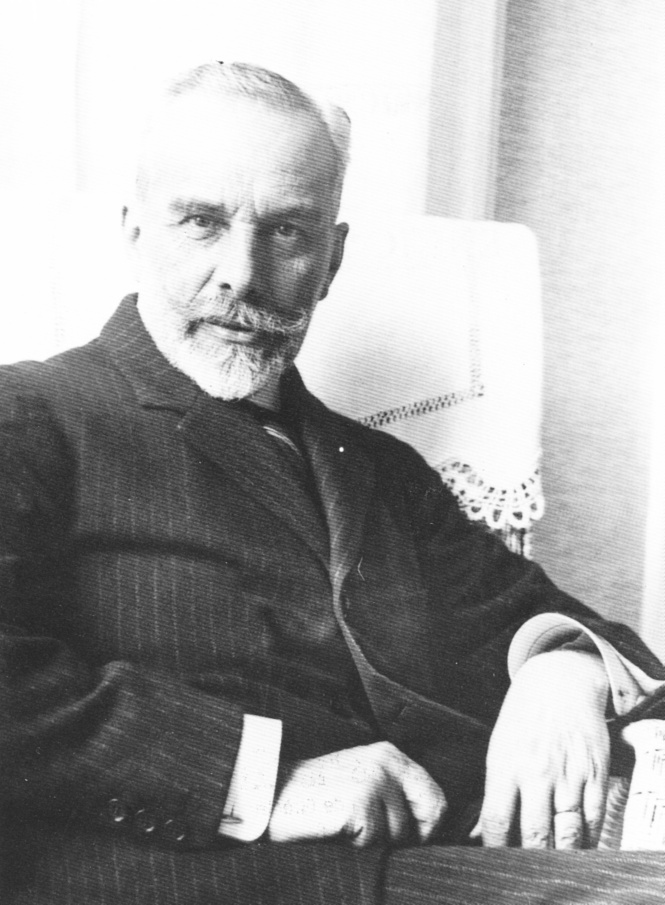
Enric Sagnier i Villavecchia

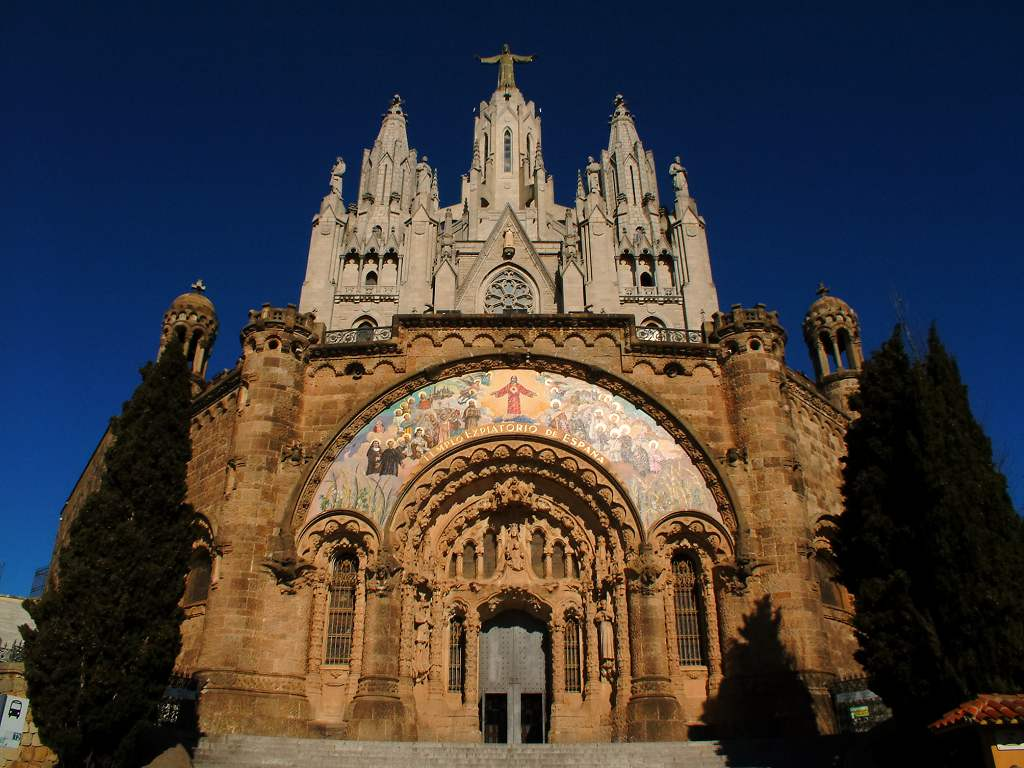
Herz-Jesu-Sühnekirche auf dem Tibidabo

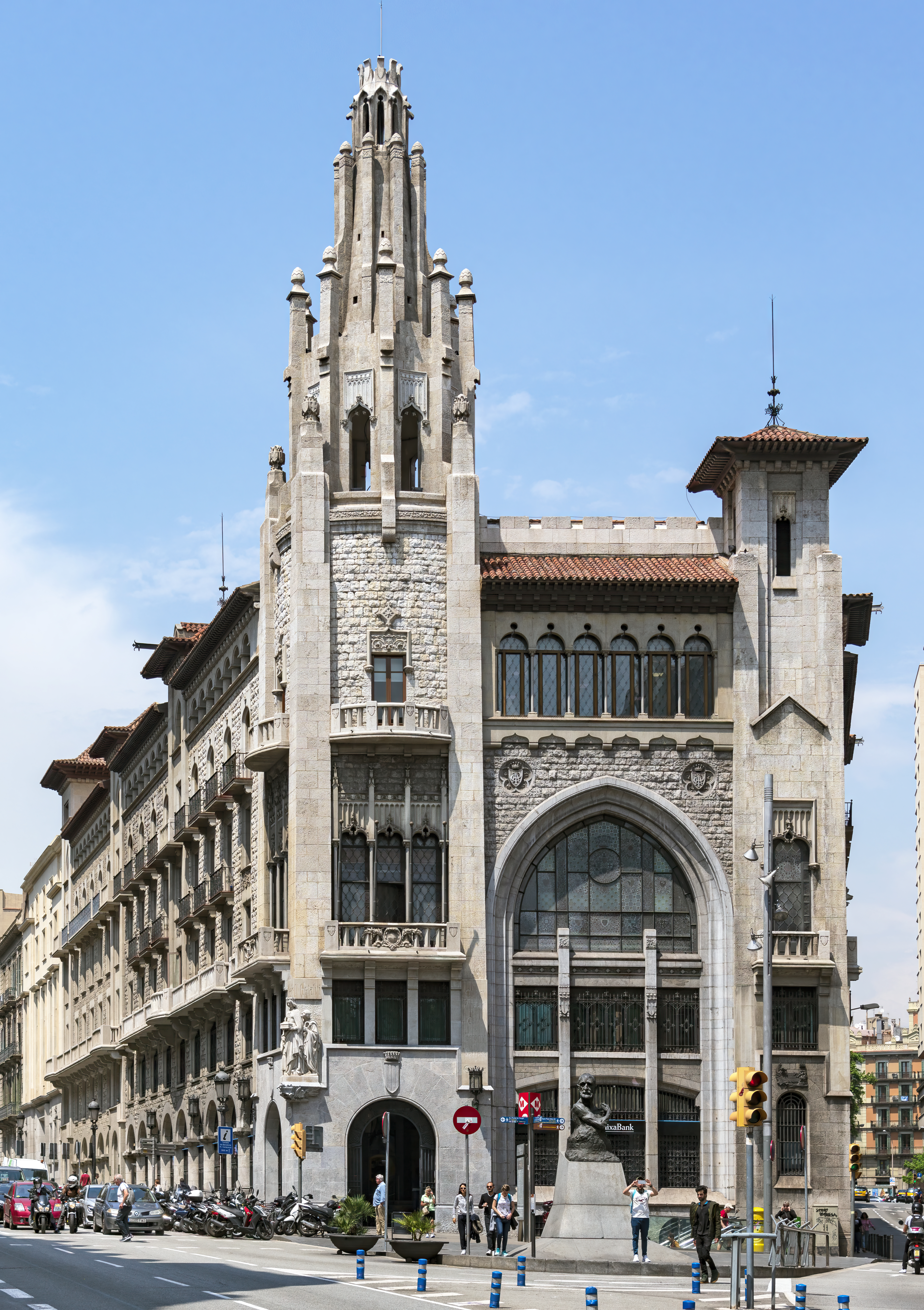
Gebäude der Caixa de Pensions in der Via Laietana

Enric Sagnier i Villavecchia (* 21. März 1858 in Barcelona; † 1. September 1931 ebenda) war ein katalanischer Architekt und wichtiger Vertreter des Modernisme. Auch wenn Sagnier nicht zu den bekanntesten Vertretern des Jugendstils in Katalonien gehört, so doch zu den produktivsten mit allein über 30 Bauwerken in Barcelona.
1882 als Architekt lizenziert, avancierte Sagnier zu einem der bevorzugten Architekten des Großbürgertums von Barcelona zu Ende des 19. und Anfang des 20. Jahrhunderts. Zu seinen Auftraggebern zählten Unternehmer sowie staatliche und religiöse Einrichtungen. So gestaltete er 1902 in Zusammenarbeit mit Pere Garcia i Fària das Gebäude der Duana Nova (‚Neue Zollinspektion‘) am Passeig Josep Carner und 1908 in Zusammenarbeit mit Josep Domènech i Estapà das Palau de Justícia (‚Justizpalais‘) am Passeig Lluís Companys.
Sein Stil weist unterschiedlichste Einflüsse auf, die von der Neogotik, wie bei dem Gebäude der Caixa de Pensions (‚Pensionssparkasse‘) in der Via Laietana, bis zum Rokoko, wie bei der Casa Arnús in der Carrer Manuel Arnús, reichen.
Bekannt wurde Sagnier vor allem durch seine religiösen Bauwerke, zu denen die Església dels caputxins de la mare de Déu de Pompeia (‚Kapuzinerkirche der Muttergottes von Pompei‘) in der Avinguda Diagonal zählt oder die Capella del Santíssim (‚Allerheiligstenkapelle‘) des Klosters am Montserrat. Insbesondere verbindet sich sein Name jedoch mit dem Temple expiatori del Sagrat Cor (‚Herz-Jesu-Sühnekirche‘) auf dem Gipfel des Tibidabo, die nach seinem Tod von seinem Sohn Josep Maria Sagnier i Vidal fertiggestellt wurde und eines der Wahrzeichen von Barcelona geworden ist.
1923 wurde Enric Sagnier von Papst Pius XI. der Titel Marquis de Sagnier verliehen.